# Euwanis (syryjskoprawosławny patriarcha Antiochii)
Euwanis (ur. ?, zm. ?) – od 754 roku mianowany przez kalifa Al-Mansura syryjskoprawosławny patriarcha Antiochii. Syryjski Kościół Ortodoksyjny uważa go za antypatriarchę. Data końca jego panowania nie jest znana.